# معادله کوشی–اویلر
معادله کوشی-اویلر (به انگلیسی: Cauchy-Euler equation) یا معادله اویلر-کوشی به معادله دیفرانسیل معمولی خطی همگن با ضرایب متغیر گفته می‌شود. این معادله به صورت زیر بیان می‌شود:
اگر جواب معادله را به صورت {\displaystyle u=t^{m}} در نظر بگیریم، به معادله مشخصه زیر می‌رسیم:
- اگر معادله مشخصه دارای دو ریشه حقیقی {\displaystyle m_{1}} و {\displaystyle m_{2}} باشد به دو جواب مستقل {\displaystyle t^{m_{1}}} و {\displaystyle t^{m_{2}}} منجر می‌شود. بنابراین جواب کلی معادله به صورت زیر خواهد بود:

- اگر معادله مشخصه دو ریشهٔ برابر داشته باشد، {\displaystyle t^{m}} و {\displaystyle t^{m}lnt} دو جواب مستقل خواهند بود

- اگر معادله مشخصه دارای جواب حقیقی نباشد ({\displaystyle m=\alpha \pm i\beta })، جواب کلی به صورت زیر درمی‌آید: